# Amtsgericht Pößneck

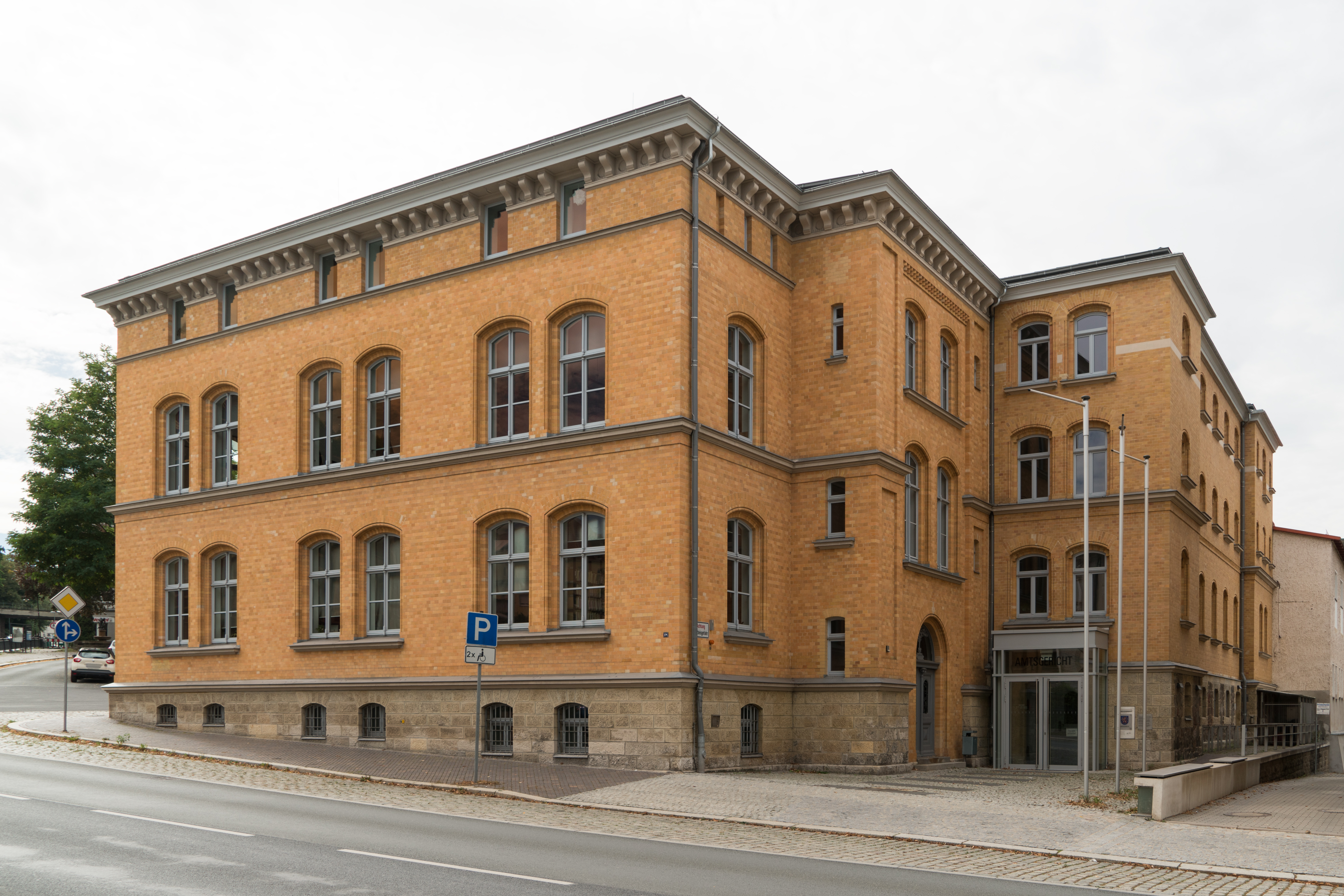
Amtsgericht Pößneck

Das Amtsgericht Pößneck, ein Gericht der ordentlichen Gerichtsbarkeit, ist eines von sieben Amtsgerichten (AG) im Bezirk des Landgerichtes Gera.

## Gerichtssitz und -bezirk
Sitz des Gerichtes ist Pößneck, die größte Stadt im Saale-Orla-Kreis. Der 1151 km² große Gerichtsbezirk erstreckt sich auf das gesamte Gebiet des Saale-Orla-Kreises. In ihm leben mehr als 82.000 Menschen. Für die Führung des Handels-, Genossenschafts- und Partnerschaftsregisters ist das Amtsgericht Jena als zentrales Registergericht zuständig. Insolvenzgericht ist das Amtsgericht Gera, zentrales Mahngericht das Amtsgericht Aschersleben.

## Gebäude
Das Gericht ist im Gebäude Bahnhofstraße 18 untergebracht. In Bad Lobenstein ist in der Mühlgasse 19 c eine Nebenstelle errichtet.

## Übergeordnete Gerichte
Dem Amtsgericht Pößneck ist das Landgericht Gera übergeordnet. Zuständiges Oberlandesgericht ist das Thüringer Oberlandesgericht in Jena.

## Geschichte
Nach der Märzrevolution wurden im Herzogtum Sachsen-Meiningen die Patrimonialgerichte abgeschafft und die Gerichte zum 1. Dezember 1850 als Kreisgerichte zusammengefasst. Bei den Kreisgerichten wurden Gerichtsdeputationen an den bisherigen Gerichtsstandorten eingerichtet. In Pößneck entstand so die Gerichtsdeputation Pößneck des Kreisgericht Saalfeld.
Nach der Einführung der Reichsjustizgesetze 1879 entstand die Gerichtsstruktur, die bis zum Ende des Staates Bestand haben sollte. In Sachsen-Meiningen wurde dies mit dem Gesetz vom 16. Dezember 1878, betreffend Ausführungsbestimmungen zum deutschen Gerichtsverfassungsgesetz und der Verordnung vom 28. April 1879, betreffend die Sitze und Bezirke der künftigen Amtsgerichte umgesetzt. In Pößneck entstand das Amtsgericht Pößneck. Zuständiges Landgericht war das gemeinsame Landgericht Rudolstadt.
Nachdem im Jahr 1920 die thüringischen Staaten im Land Thüringen aufgegangen waren, wurde der Gerichtssprengel mit dem Thüringer Gerichtsstandortgesetz angepasst. Das Amtsgericht Pößneck umfasste nun Daumitsch, Döbritz, Friedebach, Grobengereuth (mit Banfschenke), Herschdorf, Hütten, Keila, Kleindembach, Kolba (mit Positz), Langendembach, Langenorla, Laskau, Nimritz, Oberoppurg, Oppurg, Pössneck (Pössneck, Schlettwein), Rehmen, Schweinitz und Solkwitz.
1952 wurden in der DDR die Amtsgerichte aufgelöst und einheitlich Kreis- und Bezirksgerichte gebildet. Pößneck kam zum Landkreis Pößneck, entsprechen entstand das Kreisgericht Pößneck im Bezirk des Bezirksgerichts Suhl.
Nach der Wende entstand 1993 das Amtsgericht Pößneck neu, wurde nun aber dem Landgericht Gera zugeordnet. Mit der Änderung des Thüringer Gerichtsstandortgesetzes vom 23. Dezember 2005 wurde das Amtsgericht Bad Lobenstein aufgehoben und sein Sprengel dem Amtsgericht Pößneck zugeordnet.